# Олах, Бенедек
Бенедек Ма́ртон Ола́х (фин. Benedek Márton Oláh, прозвища Пентти («Pentti») и Хаси («Hasi»); род. 29 марта 1991, Калайоки, Финляндия) — финский игрок в настольный теннис; член сборной Финляндии на летних Олимпийских играх 2016 года.
В детстве занимался плаванием, лыжами, лёгкой атлетикой, баскетболом, бейсболом и волейболом. Настольным теннисом начал заниматься с 2000 года.
Его профессиональный рост был очень быстрым: ещё в 2014 году он занимал 244 позицию, год спустя — 189, а в июне 2016 года уже 63-ю. Играет в сборной Финляндии с 2006 года и стал победителем финских чемпионатов в одиночном разряде в 2016, 2014, 2013, 2012 и 2011 годах; в мужском парном разряде в 2016, 2015, 2014, 2013, 2012, 2009 и 2008 годах; также и миксте в 2015, 2013, 2012, 2011 и 2010 годах.
Его младшая сестра Жо́фия Ола́х (Zsófia Oláh) играет в настольный теннис в юниорской лиге.